# Parmotrema internexum
Parmotrema internexum är en lavart som först beskrevs av William Nylander och som fick sitt nu gällande namn av Mason Ellsworth Hale ex DePriest & B. W. Hale. 
Parmotrema internexum ingår i släktet Parmotrema och familjen Parmeliaceae.   Inga underarter finns listade i Catalogue of Life.